# Lifted or The Story Is in the Soil, Keep Your Ear to the Ground
Lifted or The Story Is in the Soil, Keep Your Ear to the Ground ist das vierte Musikalbum von Bright Eyes. Es wurde von Dezember 2001 bis Januar 2002 in den Presto! Recording Studios in Lincoln, Nebraska aufgenommen und im August 2002 über Saddle Creek veröffentlicht.
Im Gegensatz zu einigen früheren Bright-Eyes-Veröffentlichungen, bei denen die Stimme von Conor Oberst und die Akustikgitarre im Vordergrund standen, hat das Album einen eher orchestralen Sound (vgl. Abschnitt beteiligte Musiker).

## Titelliste
1. The Big Picture – 8:42
2. Method Acting – 3:42
3. False Advertising – 5:52
4. You Will. You? Will. You? Will. You? Will. – 3:25
5. Lover I Don't Have to Love – 4:00
6. Bowl of Oranges – 4:48
7. Don't Know When But a Day Is Gonna Come – 6:31
8. Nothing Gets Crossed Out – 4:34
9. Make War – 6:16
10. Waste of Paint – 6:29
11. From a Balance Beam – 3:40
12. Laura Laurent – 4:56
13. Let's Not Shit Ourselves (To Love and Be Loved) – 10:07

## Charts
Als erstes Bright-Eyes-Album schaffte Lifted... den Sprung in die US-amerikanischen Billboard-200-Albumcharts. Es war eine Woche lang auf Platz 161 und erreichte in den Independent-Album-Charts Platz 11.

## Rezeption
Das Album erzielte durchweg gute bis sehr gute Kritiken. Allmusic bezeichnete Conor Oberst gar als "Indie-Bob-Dylan" und vergab 5,5 von 6 Punkten. Auch Pitchfork Media gab mit 7,7 von 10 Punkten eine überwiegend positive Wertung.
laut.de gab mit 5 von 5 sogar die Höchstwertung und formulierte als Fazit: […]mit "Lifted..." übertrifft Oberst jegliche Erwartungen!. Die 73 Minuten Spielzeit machen das Album zu einem schwer zugänglichen, aber grandiosen Meilenstein, der weniger Wünsche als vielmehr Fragen offen lässt. Zum Beispiel wie Herr Oberst sich noch steigern möchte.
Das Album tauchte zudem in Album-Jahresbestenlisten in verschiedenen Musikmagazinen auf. Die Leser des deutschen Musikmagazins Visions wählten das Album 2005 gar auf Platz 67 der 150 Alben für die Ewigkeit.

## Artwork
Das Artwork des Albums ist ähnlich einem alten Buch aufgemacht. Im 30-seitigen Booklet befinden sich neben den Songtexten mit verzierten Initialen auch einige Drucke in Linolschnittoptik. Die Titelnamen stehen ausschließlich im Booklet; auf der Cover-Rückseite prangt nur ein schlichtes "SC" (für Saddle Creek) in der Mitte.
- Art-Layout: Matt Maginn
- Linolschnitte: Katie Murphy
- Diorama: Zack Nipper

## Beteiligte Musiker
- Conor Oberst – Gitarre, Klavier, Rhodes, Orgel, Gesang (Titel 1–13)
- Mike Mogis – Banjo, Glockenspiel, Vibraphon, Glockenspiel, Mandoline u. v. a. (Titel 2–9, 11–13)
- Matt Focht, Clint Schnase, Mike Sweeney – Schlagzeug
- Todd Baechle, Jenny Lewis, Blake Sennett, Chor
- Andy LeMaster – E-Gitarre, Keyboard, Harmoniegesang (Titel 2–4, 6–8, 11)
- Clark Baechle – Schlagzeug, Klarinette
- Clay Leverett – Schlagzeug, Harmoniegesang
- Jiha Lee – Flöte, Harmoniegesang (Titel 3, 6, 8, 9)
- Chris Brooks – Klavier (Titel 9)
- Gretta Cohn – Cello (Titel 3, 5, 7, 12)
- Sean Cole – Harmonika (Titel 9, 13)
- Julee Dunekacke – Waldhorn (Titel 3)
- Margaret Fish – Fagott (Titel 3, 13)
- Orenda Fink – Trompete, Harmoniegesang (Titel 2, 3, 7, 11, 13)
- Jason Flatowicz – Posaune (Titel 3, 13)
- Tiffany Kowalski – Violine (Titel 3, 5, 7, 12)
- Matt Maginn – Bass (Titel 2, 4, 7, 9)
- Casey Scott – Bass (Titel 3, 8, 9, 12, 13)
- Katie Muth – Oboe (Titel 3, 6, 8, 12)
- Ted Stevens – E-Gitarre (Titel 9)
- Maria Taylor – Klavier, Gesang, Harmoniegesang (Titel 2–4, 8, 12, 13)